# Łokomotiw Płowdiw
Profesionalen futbolen kłub Łokomotiw 1926 (bułg. Професионален футболен клуб Локомотив 1926) – bułgarski klub piłkarski, mający siedzibę w mieście Płowdiw, w środkowej części kraju, grający od sezonu 2001/2002 w rozgrywkach Pyrwej ligi, od 1949 reprezentuje płowdiwskich kolejarzy.

## Historia
Chronologia nazw:
- 25.07.1926: Płowdiwski SK [Sportklub] (bułg. "Пловдивски СК" [Спортклуб]) – po fuzji klubów Karadża i Atletik
- 1944: Sportklub Płowdiw (bułg. Спортклуб (Пловдив))
- 1945: SP-45 [Sportklub-Parczewicz 1945] Płowdiw (bułg. СП-45 [Спортклуб-Парчевич 1945] (Пловдив)) – po fuzji z Parczewicz Płowdiw
- 1945: Sławia Płowdiw (bułg. "Славия" (Пловдив))
- 1947: Sławia-Czengełow Płowdiw (bułg. "Славия-Ченгелов" (Пловдив)) – po fuzji z Petyr Czengełow Płowdiw
- 1947: Sławia Płowdiw (bułg. ФД [Физкултурно дружество] "Славия" (Пловдив))
- 10.1949: DSO Energia Płowdiw (bułg. ДСО [Доброволна спортна организация] "Енергия" (Пловдив)) – po fuzji z Łokomotiw Płowdiw
- 1949: DSO Torpedo Płowdiw (bułg. ДСО "Торпедо" (Пловдив))
- 1951: DSO Łokomotiw Płowdiw (bułg. ДСО "Локомотив" (Пловдив))
- 1957: DFS Łokomotiw Płowdiw (bułg. ДФС [Дружество за физкултура и спорт] "Локомотив" (Пловдив)) – po fuzji z Septemwri Płowdiw i Torpedo Płowdiw
- 1989: FK Łokomotiw Płowdiw (bułg. ФК "Локомотив Пловдив")
- 2001: FK Łokomotiw 1936 Płowdiw (bułg. ФК "Локомотив 1936 Пловдив") – po fuzji z Wełbyżd Kiustendił
- 2005: PFK Łokomotiw 1936 Płowdiw (bułg. ПФК "Локомотив 1936 Пловдив")
- 20.05.2011: PFK Łokomotiw Płowdiw 1926 AD (bułg. ПФК "Локомотив Пловдив 1926 АД")

Płowdiwski Sportklub został założony w Płowdiwie 25 lipca 1926 roku w wyniku połączenia dwóch lokalnych drużyn, Karadża (założony w 1922) i Atletik (założony w 1924). Funkcjonował w najstarszej IV dzielnicy w Płowdiwie i przyjął barwy czerwono-czarno-biali. Piłkarze domowe spotkania zazwyczaj grali w białych koszulkach, czarnych spodenkach oraz białych getrach.
W 1933 zespół został mistrzem drugiej dywizji Płowdiw, dołączając do elitarnej pierwszej dywizji, której tytuł zdobył po raz pierwszy w 1936 roku. W 1938 roku walczył o miejsce w utworzonej rok wcześniej Nacionałnej futbołnej diwizii (D1), w której skład wchodziło 10 najlepszych bułgarskich drużyn. Klub rywalizował na najwyższym poziomie przez dwa lata, aż do jej rozwiązania. Debiutowy sezon zakończył na piątej pozycji. W swoim drugim sezonie 1939/40 zajął ósme miejsce i był jedynym klubem reprezentującym całą południową Bułgarię w elitarnej klasie piłki nożnej.

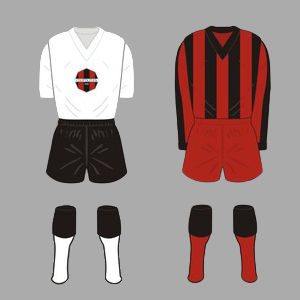
Domowy i wyjazdowy strój Sportklub Płowdiw w sezonie 1939/40

W 1942 roku jako mistrz Płowdiwskiego Obwodu Sportowego ponownie awansował do turnieju finałowego na szczeblu centralnym. Jednak już w rundzie drugiej (w pierwszej wylosował awans bez gier) został wyeliminowany 0:2 przez Makedonię Skopje. Również w 1940 i 1942 startował w rozgrywkach Pucharu Bułgarii, w których dotarł do finału, ale w obu przypadkach przegrał. W drugim meczu finałowym, który odbył się 3 października 1942 roku w Sofii, dochód z niego okazał się rekordem w całej historii bułgarskiej piłki nożnej, przekraczając dochody z każdego z meczów finałowych rozgrywanych o mistrzostwo państwa lub Puchar Cara. A 3 października 1942 roku w Sofii ustanowiono kolejny, jeszcze bardziej imponujący rekord: kibice klubu sportowego dokonali bezprecedensowej "inwazji" w obcym mieście, a według prasy do Sofii przybyło ponad 3000 kibiców Płowdiwu. Nie było w tym nic przypadkowego - w tym samym czasie Sportklub był jednym z największych bułgarskich klubów, a w latach 1942 i 1943 Bułgarska Narodowa Federacja Sportowa (BNSF) oficjalnie ogłosiła Płowdiwski Sportklub największym klubem bułgarskim pod względem liczby zarejestrowanych członków.
Po 1944 roku nowo powstały rząd Bułgarii podjął kilka kampanii na rzecz reorganizacji klubów sportowych w kraju, co doprowadziło do połączenia większości z nich i odpowiedniej zmiany nazw. Klub skrócił nazwę do Sportklub, a w 1945 po fuzji z lokalnym rywalem Parczewicz Płowdiw zmienił nazwę na Sportklub Parczewicz 1945 lub w skrócie SP 45. W 1945 połączony zespół ponownie zagrał w finałach mistrzostw. W rundzie pierwszej wylosował bez gry awans do drugiej rundy, w której wygrał 3:1 z Borysławem Borysowgrad, w ćwierćfinale pokonał 2:2, 4:1 TW 45 Warna, ale w półfinale został wyeliminowany 0:0, 0:1 przez Łokomotiw Sofia.

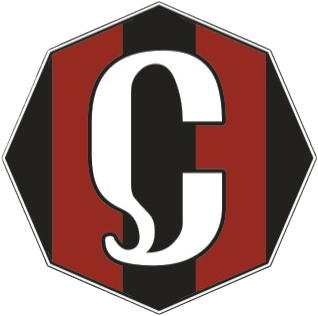
Godło klubu Sławia Płowdiw

Jesienią 1945 klub przyjął nazwę Sławia i jako wicemistrz Płowdiwskiego Obwodu Sportowego ponownie grał w turnieju finałowym 1946, ale już w rundzie pierwszej przegrał 0:1 ze Sławią 45 Sofia. W następnym sezonie już jako mistrz obwodu ponownie odpadł w rundzie pierwszej mistrzostw na szczeblu centralnym, przegrywając 2:3 z Hadżi Sławczew Pawlikeni.
W 1947 roku do klubu dołączył Petyr Czengełow w wyniku czego nazwa brzmiała Sławia-Czengełow, ale wkrótce klub wrócił do nazwy Sławia. W 1948 jako mistrz Płowdiwskiego Obwodu Sportowego po raz kolejny z rzędu awansował do turnieju finałowego mistrzostw. W rundzie pierwszej zwyciężył 1:1, 3:0 Spartak Plewen, ale w ćwierćfinałach został pokonany 0:4, 3:3 przez Lewski Sofia.
W sezonie 1948/49 nastąpiła reorganizacja rozgrywek piłki nożnej w Bułgarii, jedyną drużyną reprezentującą Płowdiw w nowo utworzonej Republikanskiej futbolnej diwizii. W lidze zespół zajął końcowe siódme miejsce i był zmuszony walczyć w playoff o utrzymanie w lidze, w którym zwyciężył 2:2, 4:2 Rosstroj Pawlikeni.
27 sierpnia 1949 roku Komitet Centralny Bułgarskiej Partii Komunistycznej podjął decyzję o reorganizacji ruchu sportowego w Bułgarii na wzór sowiecki. Rozgrywki ligowe zostały przerwane po dwóch kolejkach. 27 września 1949 roku Naczelna Komisja Wychowania Fizycznego i Sportu (WKFS) podjęła konkretne działania w celu jego realizacji. Podobnie do struktury w ZSRR zostały stworzone dobrowolne organizacje sportowe na zasadzie wydziałów w odpowiednich branżowych związkach zawodowych. W efekcie tej reorganizacji w październiku 1949 roku zostały połączone największy i najmniejszy klub w Płowdiwie: Sławia i Łokomotiw Płowdiw (założony w 1935 jako ŻSK), tworząc DSO Energia Płowdiw. Zaledwie kilka dni później nazwę zmieniono na DSO Torpedo Płowdiw. W 1950 roku zespół startował w A Republikanskiej futbolnej grupie, zajmując siódme miejsce.
W tym samym roku ogłoszono plany nowych reorganizacji - niektóre z istniejących DSO zostaną zrestrukturyzowane. W efekcie w 1951 z DSO Torpedo wyodrębnia się związek zawodowy pracowników transportu, który utworzył swoje DSO - pod nazwą Łokomotiw. Zdecydowano, że drużyna o nazwie Łokomotiw pozostanie w A RFG, a Torpedo Płowdiw zostanie wysłany na trzeci poziom w piłkarskiej hierarchii. W 1951 Łokomotiw Płowdiw znów był siódmym w tabeli. Do 1955 zespół występował na najwyższym poziomie, a potem spadł do Jużnej B Republikanskiej futbolnej grupy (D2). W rozgrywkach Pucharu Bułgarii dwukrotnie osiągnął półfinał (1952, 1954).
Wprowadzony w sierpniu 1949 roku model "DSO - Dobrowolnych Sportowych Organizacji" (bułg. ДСО – Доброволна спортна организация) został zniesiony wiosną 1957 roku decyzją ponownie Komitetu Centralnego Bułgarskiej Partii Komunistycznej. Zgodnie z tą decyzją przywrócono zasadę terytorialno-produkcyjną, na której wcześniej budowane są bułgarskie związki sportowe. Tym samym wiosną 1957 roku dotychczasowe DSO zostały przekształcone w "DFS - Towarzystwa Wychowania Fizycznego i Sportu" (bułg. ДФС – Дружества за физкултура и спорт), zlokalizowane w różnych rejonach dużych miast. W tym samym czasie rozpoczął się proces odzyskiwania oryginalnych nazw: DSO Dinamo Sofia staje się DFS Lewski Sofia, DSO Udarnik Sofia staje się DFS Sławia Sofia, SKNA Płowdiw staje się ASK Botew Płowdiw itd. Wiosną 1957 roku do Łokomotiwu zostały przyłączone miejskie kluby Septemwri Płowdiw i Torpedo Płowdiw.
W sezonie 1958/59 nastąpiła reorganizacja rozgrywek na drugim poziomie. Klub po zajęciu trzeciej pozycji w grupie południowej zakwalifikował się do jedynej B RFG. W 1960 roku drużyna dotarła do finału Pucharu i podobnie jak w poprzednim finale (1948), według prasy centralnej, drużynę w Sofii wspierało około 5000 kibiców. W 1961 jako wicemistrz drugiej ligi awansował do A RFG. W styczniu 1962 Łokomotiw połączył się z Maricą Płowdiw z Jużnej futbolnej zony (D3). Po protestach członków Maricy w kwietniu tego samego roku oba zespoły ponownie stały się niezależne. Marica wznowiła swój udział w południowej strefie trzeciej ligi, której rozgrywki zostały wznowione 4 kwietnia 1962 roku. W sezonie 1968/69 po raz pierwszy zdobył brązowe medale. W sezonie 1972/73 drużyna została wicemistrzem, a w kolejnych mistrzostwach ponownie zdobyła brąz. W 1971 rozegrał swój piąty finał Pucharu, który ponownie był nieudany.
W 1980 roku klub po raz drugi w swojej historii spadł do B RFG, gdzie spędził trzy sezony. W dwóch ostatnich z nich - 1981/82 i 1982/83 zespół dotarł do finału Pucharu Armii Sowieckiej. Sezon 1981/82 był ostatnim, w którym turniej miał status turnieju krajowego pucharu. 12 czerwca 1982 roku na stadionie Sławi Alelsijew w Plewenie, na oczach 8000 widzów, zawodnicy Płowdiwu przegrali po dogrywce 1:2 z Łokomotiwem z Sofii.
W następnym roku Lokomotiv zdobył pierwsze w swojej historii trofeum. 1 czerwca 1983 roku na Stadionie Narodowym Wasiła Lewskiego w Sofii na oczach 25 000 widzów Łokomotiw wygrał 3:1 finał z FK Czirpan i zasłużenie zdobył Puchar Armii Sowieckiej. Drużyna otrzymała prawo do reprezentowania Bułgarii w Turnieju Pucharu UEFA. Rok 1983 okazał się pamiętny także z innych powodów. Kilka dni po triumfie zespół musiał walczyć w barażach o utrzymanie w lidze, w których został pokonany 1:2 i 0:0 przez Czernomorec Burgas. Kilka tygodni później Spartak Plewen został usunięty z A RFG z powodu próby niesportowego rozstrzygnięcia wyniku. Został wyznaczony dodatkowy baraż o prawo gry na najwyższym poziomie pomiędzy Łokomotiwem a Osym Łowecz, który kolejarzy wygrali dramatycznie 2:1 po dogrywce. W ten sposób zespół powrócił do A RFG, ale ponownie spadł w kolejnym sezonie 1983/84. Po roku wrócił do A RFG i od sezonu 1985/86 na dłużej zadomowił się w najwyższej klasie rozgrywek. Po zakończeniu sezonu 1998/99 zajął przedostatnie 15.miejsce i ponownie spadł do B RFG. Po dwóch latach w 2001 nastąpiła fuzja z pierwszoligowym klubem Wełbyżd Kiustendił, który przed rozpoczęciem sezonu 2001/02 klub przeniósł się do Płowdiwa tworząc Łokomotiw 1936 Płowdiw i uzyskując tym samym prawo gry w Wisszej profesionałnej futbołnej lidze.
Łokomotiw tylko raz zdobył mistrzostwo Bułgarii - w 2004 roku. Wówczas też podopieczni Eduarda Eranosjana walczyli o udział w Lidze Mistrzów, ale przegrali z belgijskim Club Brugge. W tym samym roku, po pokonaniu 1:0 Liteksu Łowecz, w klubowej gablocie stanął Superpuchar kraju.
Wcześniej, w 1973 roku, zespół został wicemistrzem Bułgarii, ponadto pięciokrotnie (ostatni raz w sezonie 2005/06) zajmował trzecie miejsce. W latach 60. i 70. gwiazdą klubu był jeden z najlepszych piłkarzy w historii kraju i późniejszy selekcjoner reprezentacji Christo Bonew. W Łokomotiwie, który słynął z dobrego szkolenia młodzieży, pierwsze kroki stawiali m.in. Christo Kolew i Georgi Iwanow.
20 maja 2011 decyzją walnego zgromadzenia klubu przemianowano go na PFK Łokomotiw Płowdiw 1926 AD.
Po dekadzie występów bez większych sukcesów zespół w sezonie 2018/19 po raz pierwszy zdobył Puchar Bułgarii, pokonując 1:0 w finale w Sofii klubowego rywala Botew Płowdiw. Rok później 1 lipca 2020 roku na stadionie narodowym w Sofii Puchar został zatrzymany w Płowdiwie, po wygraniu w rzutach karnych meczu finałowego z CSKA Sofia. Momcził Cwetanow został trzecim graczem w historii bułgarskiego futbolu, który zdobył sześć trofeów Pucharu Bułgarii. To on zdobył piąty i zwycięski rzut karny w finale.

## Barwy klubowe, strój, herb, hymn
|  |  |  |

Klub ma barwy czarno-biało-czerwone. Piłkarze domowe spotkania zazwyczaj grają w białych koszulkach, czarnych spodenkach oraz białych getrach.

## Sukcesy

### Trofea międzynarodowe
| \| \| Zdobyte trofea w rozgrywkach międzynarodowych (stan na: 31-05-2021) \| |                                                                     |      |                           |
| Rozgrywki                                                                    | Osiągnięcie                                                         | Razy | Sezon(y)                  |
| · Liga Mistrzów · (Puchar Europy)                                            | zdobywca                                                            | 0    |                           |
| · Liga Mistrzów · (Puchar Europy)                                            | finalista                                                           | 0    |                           |
| · Liga Mistrzów · (Puchar Europy)                                            | 2.r.kw.                                                             | 1    | 2004/05                   |
| Liga Europy (Puchar UEFA)                                                    | zdobywca                                                            | 0    |                           |
| Liga Europy (Puchar UEFA)                                                    | finalista                                                           | 0    |                           |
| Liga Europy (Puchar UEFA)                                                    | 1/32 finału                                                         | 3    | 1983/84, 1992/93, 1993/94 |
| Liga Konferencji Europy UEFA                                                 | zdobywca                                                            | 0    |                           |
| Liga Konferencji Europy UEFA                                                 | finalista                                                           | 0    |                           |
| Liga Konferencji Europy UEFA                                                 | 3.r.kw.                                                             | 1    | 2021/22                   |
| · Puchar Zdobywców                                                           | zdobywca                                                            | 0    |                           |
| · Puchar Zdobywców                                                           | finalista                                                           | 0    |                           |
| · Superpuchar UEFA                                                           | zdobywca                                                            | 0    |                           |
| · Superpuchar UEFA                                                           | finalista                                                           | 0    |                           |
| Puchar Intertoto                                                             | zdobywca                                                            | 0    |                           |
| Puchar Intertoto                                                             | finalista                                                           | 0    |                           |
| Puchar Intertoto                                                             | 2.r.kw.                                                             | 1    | 2006                      |
| · Puchar Miast Targowych                                                     | zdobywca                                                            | 0    |                           |
| · Puchar Miast Targowych                                                     | finalista                                                           | 0    |                           |
| · Puchar Miast Targowych                                                     | 1/8 finału                                                          | 1    | 1965/66                   |
| FIFA                                                                         | Zdobyte trofea w rozgrywkach międzynarodowych (stan na: 31-05-2021) |      |                           |

### Trofea krajowe
| \| \| Zdobyte trofea w rozgrywkach Bułgarii (stan na: 31-05-2021) \| |                                                             |      |                                                                                |
| Rozgrywki                                                            | Osiągnięcie                                                 | Razy | Sezon(y)                                                                       |
| · Mistrzostwo                                                        | I miejsce                                                   | 1    | 2003/04                                                                        |
| · Mistrzostwo                                                        | II miejsce                                                  | 2    | 1972/73, 2020/21                                                               |
| · Mistrzostwo                                                        | III miejsce                                                 | 5    | 1945, 1968/69, 1973/74, 1991/92, 2004/05                                       |
| Puchar                                                               | zdobywca                                                    | 2    | 2018/19, 2019/20                                                               |
| Puchar                                                               | finalista                                                   | 7    | 1940, 1942, 1948, 1959/60, 1970/71, 1981/82, 2011/12                           |
| Superpuchar                                                          | zdobywca                                                    | 2    | 2004, 2020                                                                     |
| Superpuchar                                                          | finalista                                                   | 2    | 2012, 2019                                                                     |
| II liga                                                              | I miejsce                                                   | 0    |                                                                                |
| II liga                                                              | II miejsce                                                  | 6    | 1956 (Jużna), 1958 (Jużna), 1960/61, 1980/81 (Jużna), 1982/83 (Jużna), 1984/85 |
| II liga                                                              | III miejsce                                                 | 1    | 1958/59 (Jużna)                                                                |
| Bułgaria                                                             | Zdobyte trofea w rozgrywkach Bułgarii (stan na: 31-05-2021) |      |                                                                                |

- Gradsko pyrwenstwo na Płowdiw i Płowdiwskata sportna obłast: (II poziom)
  - mistrz (8): 1935/36, 1937/38, 1937/38, 1938/39, 1941/42, 1944/45, 1946/47, 1947/48
  - wicemistrz (1): 1945/46

- POSO – Wtora diwizia (III poziom):
  - mistrz (1): 1932/33

- Puchar Armii Sowieckiej:
  - zdobywca (1): 1983
  - finalista (3): 1960, 1973, 1982

## Poszczególne sezony

### Rozgrywki międzynarodowe

#### Europejskie puchary
|  | Legenda do wszystkich tabel: - Q – runda eliminacyjna, 1/16, 1/8, 1/4, 1/2 – odpowiednia faza rozgrywek, Grupa – runda grupowa, 1r gr – pierwsza runda grupowa, 2r gr – druga runda grupowa, F – final, R – runda, PO – play-off - k. – rzuty karne, los. – losowanie, Dogr. – dogrywka, w. – zasada bramek strzelonych na wyjezdzie |

| Sezon   | Rozgrywki               | Runda | Klub                 | Dom     | Wyjazd  | Ogólnie      |
| ------- | ----------------------- | ----- | -------------------- | ------- | ------- | ------------ |
| 1963/64 | Puchar Miast Targowych  | 1R    | Steagul Rosu Braszów | 2–1     | 3–1     | 5–2          |
| 1963/64 | Puchar Miast Targowych  | 1/8   | Újpest               | 0–0     | 1–3     | 1–3          |
| 1964/65 | Puchar Miast Targowych  | 1R    | Vojvodina            | 1–1     | 1–1     | 2–2, 2–0 (N) |
| 1964/65 | Puchar Miast Targowych  | 2R    | Petrolul Ploeszti    | 2–0     | 0–1     | 2–1          |
| 1964/65 | Puchar Miast Targowych  | 1/8   | Juventus F.C.        | 1–1     | 1–1     | 2–2, 1–2 (N) |
| 1964/65 | Puchar Miast Targowych  | 1R    | Spartak Brno         | 1–0     | 0–2     | 1–2          |
| 1967/68 | Puchar Miast Targowych  | 1R    | Partizan             | 1–1     | 1–5     | 2–6          |
| 1969/70 | Puchar Miast Targowych  | 1R    | Juventus F.C.        | 1–2     | 1–3     | 2–5          |
| 1971/72 | Puchar UEFA             | 1R    | Carl Zeiss Jena      | 3–1     | 0–3     | 3–4          |
| 1973/74 | Puchar UEFA             | 1R    | Sliema Wanderers     | 1–0     | 2–0     | 3–0          |
| 1973/74 | Puchar UEFA             | 2R    | Budapest Honvéd      | 3–4     | 2–3     | 5–7          |
| 1974/75 | Puchar UEFA             | 1R    | Rába ETO Győr        | 3–1     | 1–3     | 4–4, k: 4–5  |
| 1976/77 | Puchar UEFA             | 1R    | Crvena zvezda        | 2–1     | 1–4     | 3–5          |
| 1983/84 | Puchar UEFA             | 1R    | PAOK FC              | 1–2     | 1–3     | 2–5          |
| 1992/93 | Puchar UEFA             | 1R    | AJ Auxerre           | 2–2     | 1–7     | 3–9          |
| 1993/94 | Puchar UEFA             | 1R    | S.S. Lazio           | 0–2     | 0–2     | 0–4          |
| 2004/05 | Liga Mistrzów           | 2Q    | Club Brugge          | 0–2     | 0–4     | 0–6          |
| 2005/06 | Puchar UEFA             | 2Q    | OFK Beograd          | 1–0     | 1–2     | 2–2, w.      |
| 2005/06 | Puchar UEFA             | 1R    | Bolton Wanderers     | 1–2     | 1–2     | 2–4          |
| 2012/13 | Liga Europy             | 2Q    | Vitesse              | 4–4     | 1–3     | 5–7          |
| 2019/20 | Liga Europy             | 2Q    | Spartak Trnawa       | 2–0     | 1–3     | 3–3, w.      |
| 2019/20 | Liga Europy             | 3Q    | RC Strasbourg        | 0–1     | 0–1     | 0–2          |
| 2020/21 | Liga Europy             | 1Q    | Iskra Danilovgrad    | 1–0 (W) | 1–0 (W) | 1–0 (W)      |
| 2020/21 | Liga Europy             | 2Q    | Tottenham Hotspur    | 1–2 (D) | 1–2 (D) | 1–2 (D)      |
| 2021/22 | Liga Konferencji Europy | 2Q    | 1. FC Slovácko       | 1–0     | 0–1     | 1–1, k: 3–2  |
| 2021/22 | Liga Konferencji Europy | 3Q    | FC København         | 1–1     | 2–4     | 3–5          |

### Rozgrywki krajowe
| \| Bułgaria \| Bilans występów klubu w rozgrywkach piłkarskich Bułgarii (Stan na 31 maja 2021 r.) \| \| |                                                                                       |        |       |   |   |   |    |    |     |                                                                       |        |        |      |
| Poziom                                                                                                  | Rozgrywki                                                                             | Sezony | Mecze | Z | R | P | B+ | B– | Pkt | Lata                                                                  | Awanse | Spadki | Naj. |
| I | Dyrżawno pyrwenstwo / Nacionałna futbołna diwizija / Republikansko pyrwenstwo / A PFG | 68     |       |   |   |   |    |    |     | 1938–1940, 1942, 1945–1955, 1961–1980, 1983/84, 1985–1999, od 2001/02 | 0      | 4      | 1    |
| II | B RPG / Wtora PFG / Pyrwa PFL / B PFG / Wtora PFL                                     | 25     |       |   |   |   |    |    |     | 1933–1938, 1940–1948, 1956–1961, 1980–1983, 1984/85, 1999–2001        | 4      | 0      | 2    |
| III | W PFG / Treta amatorska futbołna liga                                                 | 7      |       |   |   |   |    |    |     | 1926–1933                                                             | 1      | 0      | 1    |
| IV | Obłastna futbołna grupa                                                               | 0      |       |   |   |   |    |    |     |                                                                       | 0      | 0      |      |
| | Puchar Bułgarii                                                                       | 74     |       |   |   |   |    |    |     | od 1937/38                                                            | 0      | 0      | 1    |
| Bułgaria                                                                                                | Bilans występów klubu w rozgrywkach piłkarskich Bułgarii (Stan na 31 maja 2021 r.)    |        |       |   |   |   |    |    |     |                                                                       |        |        |      |

## Piłkarze, trenerzy, prezydenci i właściciele klubu

### Piłkarze

#### Aktualny skład
| Nr | Poz. | Piłkarz                         |
| -- | ---- | ------------------------------- |
| 1  | BR   | Iłko Pirgow                     |
| 3  | OB   | Luan                            |
| 4  | OB   | Martin Paskalew                 |
| 5  | OB   | Todor Pawłow                    |
| 6  | PO   | Sami Mechmedow                  |
| 7  | NA   | Babacar Dione                   |
| 9  | PO   | Birsent Karagaren (wicekapitan) |
| 10 | NA   | Giovanny                        |
| 11 | NA   | Iwajło Dimitrow                 |
| 13 | OB   | Matheus Silva                   |
| 14 | NA   | Dimityr Iliew (kapitan)         |
| 15 | PO   | Pierre Zebli                    |

| Nr | Poz. | Piłkarz            |
| -- | ---- | ------------------ |
| 19 | OB   | Aleksandyr Wasilew |
| 20 | OB   | Miloš Petrović     |
| 21 | NA   | Ewandro            |
| 23 | BR   | Dinko Horkaš       |
| 25 | OB   | Christo Iwanow     |
| 33 | PO   | Georgi Karakaszew  |
| 34 | PO   | Petyr Witanow      |
| 39 | PO   | Iwan Sulew         |
| 50 | OB   | Josip Tomašević    |
| 91 | OB   | Ryan Bidounga      |
| 99 | NA   | Presław Borukow    |

### Trenerzy
- 1997-97 -  Radosław Zdrawkow
- 2001-02 -  Eduard Eranosjan
- 2002-03 -  Dimityr Dimitrow
- 2003-05 -  Eduard Eranosjan
- 2005-06 -  Ajan Sadykow
- 2006-07 -  Iwan Marinow
- 2007-08 -  Jasen Petrow
- 2008-08 -  Dragan Kanatłarowski
- 2008-09 -  Ajan Sadykow
- 2009 -  Iwan Marinow
- 2009-10 -  Naci Şensoy
- 2010 -  Christo Bonew
- 2010-11 -  Nedełczo Matuszew
- 2011 -  Saša Nikolić
- 2011-12 -  Emił Welew
- 2012-13 -  Stefan Genow
- 2013-14 -  Aleksandyr Stankow
- 2017-20 -  Bruno Akrapović
- od 2020 -  Aleksandyr Tunczew

## Struktura klubu

### Stadion
Klub piłkarski rozgrywa swoje mecze domowe na stadionie Łokomotiw w Płowdiwie, który może pomieścić 12.000 widzów (w tym wszystkie miejsca siedzące). Boisko ma wymiary: 105,3 m x 71,4 m, oświetlenie: 1898 luksów. Również grał na miejskim stadionie Płowdiw o pojemności 55 tysięcy widzów. 

### Inne sekcje
Klub prowadzi drużyny dla dzieci i młodzieży w każdym wieku.

### Sponsorzy
Przez dłuższy czas klub był sponsorowany przez Bułgarskie Koleje.

## Kibice i rywalizacja z innymi klubami

### Kibice
Kibice Łokomotiwu, przeważnie wywodzący się z klasy robotniczej o poglądach skrajnie antykapitalistycznych, należą do najbardziej oddanych i fanatycznych w Bułgarii. Fanklub Łokomotiwu powstał w 1988 roku i jest najstarszym w kraju.

### Rywalizacja
Największymi rywalami klubu są inne zespoły z miasta. Głównym rywalem klubu jest popularny sąsiedni klub Botew Płowdiw, mecz pomiędzy nimi nazywane Derby Płowdiwu. Tradycyjnie klub czerpał wsparcie ze strony niższych klas robotniczych, podczas gdy Botew czerpał poparcie ze średnich i wyższych klas komunistycznych.
Inna rywalizacja toczy się z CSKA Sofia, po pierwsze ze względu na historyczną rywalizację między miastami Płowdiw i Sofią jako centrami kulturalnymi, politycznymi i gospodarczymi, a po drugie ze względu na związek CSKA z armią bułgarską.
Drużyna utrzymuje przyjacielską rywalizację z Łokomotiwem Sofia ze względu na ich historyczną pozycję w zespołach kolejowych swoich miast. Mecze pomiędzy zespołami są często nazywane Derby Kolejarzy. Jednak drużyny nigdy nie były bezpośrednimi rywalami o tytuł, a kibice nigdy nie mieli większych starć, stąd derby są raczej przyjazne.
Fani Łokomotiwu od dawna przyjaźnią się z fanami włoskiej drużyny SSC Napoli dzięki stworzeniu nazwy Napoletani Ultras Plovdiv.

### Derby
- Botew Płowdiw
- Dinamo Płowdiw
- Lewski Płowdiw
- Marica Płowdiw
- Parczewicz Płowdiw
- Pobeda Płowdiw
- Septemwri Płowdiw
- Sokoł Płowdiw
- Spartak Płowdiw
- Szipka Płowdiw
- Torpedo Płowdiw
- ŻSK Płowdiw